# Silvia Leonor Alvarez de la Fuente
Silvia Leonor Alvarez de la Fuente (* 18. März 1953 in Buenos Aires; † zwischen 22. und 26. April 2004 in Esslingen) war eine argentinisch-deutsche Komponistin und Pianistin.

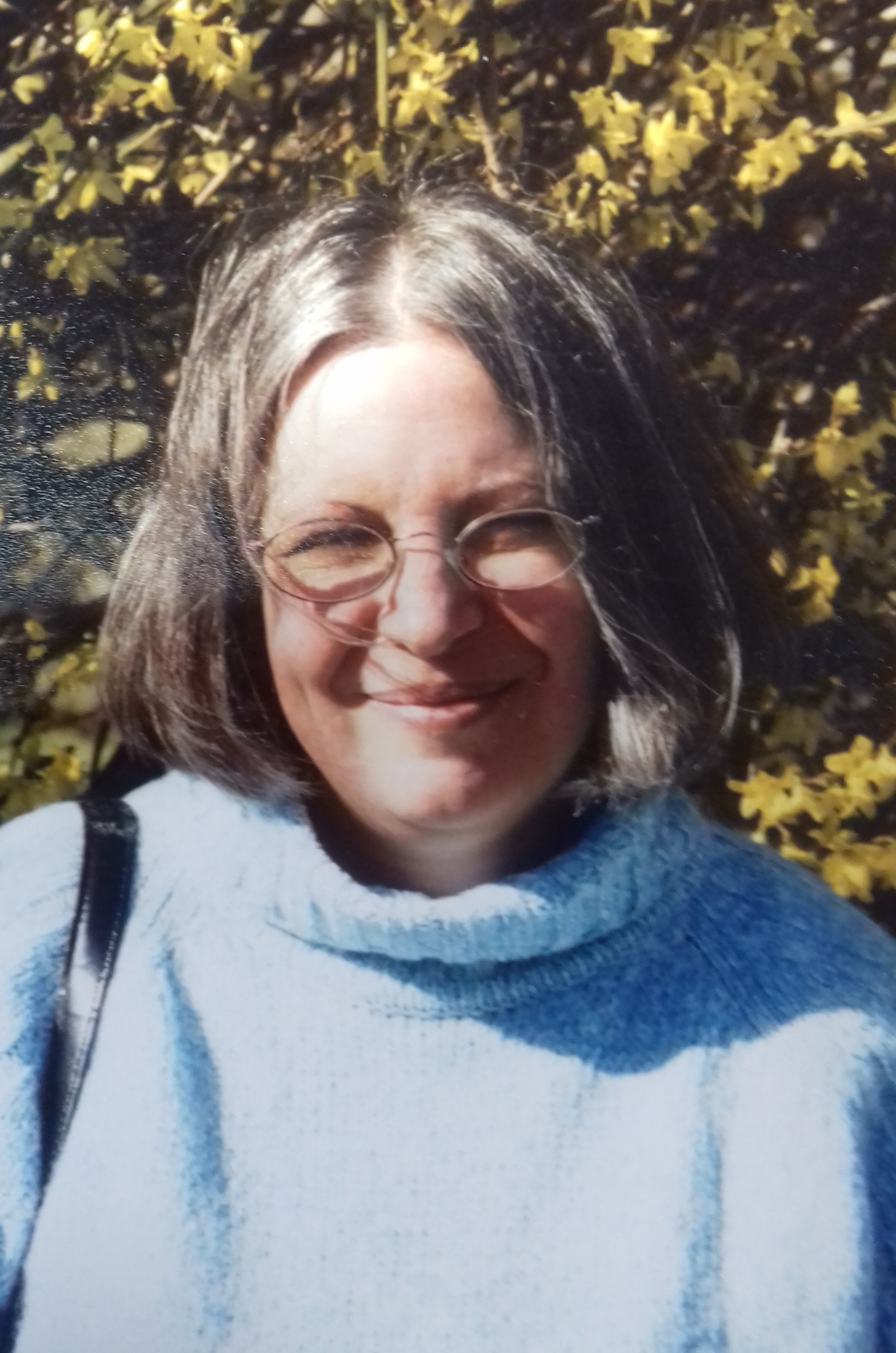
Silvia Leonor Alvarez de la Fuente

## Leben
Silvia Leonor Alvarez de la Fuente war die Tochter von Ernesta de la Fuente und Manuel Alberto Alvarez. Sie hatte zwei Brüder, Javier und Luis A. Alvarez. Silvia Alvarez studierte in Buenos Aires Klavier und Schulmusik am Conservatorio Nacional Carlos López Buchardo sowie Komposition bei Fermina Casanova und Roberto García Morillo am Instituto Santa Ana und schloss das Studium als Lehrerin für Komposition und als Klavierlehrerin ab. 1981 wurde sie zur Professorin für Komposition ernannt. Bereits von 1973 bis 1976 war sie in Argentinien als Fachlehrerin und Oberschullehrerin tätig. Sie wurde 1981 Mitglied des Verbandes Argentinischer Komponisten. 
Im Jahr 1985 übersiedelte Alvarez nach Deutschland und setzte ihr Kompositionsstudium als Stipendiatin der Konrad-Adenauer-Stiftung bei Milko Kelemen an der Musikhochschule Stuttgart fort. Nach ihrem Studienabschluss im Jahr 1989 war sie von 1990 bis 1996 als Lehrkraft für Musikalische Früherziehung, Grundausbildung, Gehörbildung, Musiktheorie und Klavier an der Freien Musikschule Stuttgart sowie freischaffend tätig. Von 1988 bis 1989 arbeitete sie als Tutorin in der Fachgruppe Musiktheorie an der Musikhochschule Stuttgart und 1992/1993 als Korrepetitorin bei Dein Theater in Stuttgart.
In Deutschland erhielt sie verschiedene Kompositionsaufträge, ihre Werke wurden von zahlreichen Ensembles aufgeführt und vom Süddeutschen Rundfunk gesendet. Aufträge erhielt sie unter anderem auch über die Sängerin und Begründerin des Festivals Komponistinnen gestern–heute Roswitha Sperber sowie von Dietburg Spohr. Die beiden letzten Werke von Alvarez, „Cuestionamientos“ und „Stille Lieder“, sind dem von Dietburg Spohr geleiteten Vokalensemble für zeitgenössische Musik belcanto gewidmet.
Alvarez litt zunehmend unter gesundheitlichen – vor allem psychischen – Beeinträchtigungen, genaue Diagnosen sind nicht bekannt. Sie brach sämtliche Kontakte zu ihrem Umfeld und ihrer Familie ab und stellte das Komponieren fast völlig ein. Im April 2004 beendete sie ihr Leben durch Suizid.
Ihre letzte Ruhestätte fand sie am 4. Juni 2004 auf dem Pliensaufriedhof in Esslingen auf einem anonymen Urnenfeld. Am 19. März 2005 wurde auf Initiative Dietburg Spohrs unter Mitwirkung des Ensembles belcanto im Münster St. Paul in Esslingen ein Gedenkkonzert für die Komponistin veranstaltet.

## Kompositorisches Werk
Erste Kompositionen sind ab 1975 belegt, zumeist für kleinere Besetzungen wie Lied und Kammermusik. Zudem schrieb sie Vokalwerke, Orchester- und Ballettmusik. Sie erhielt 1992 einen Kompositionsauftrag des Heidelberger Festival Ensembles für ihr Werk „Pieceditos“ sowie 1996 einen Kompositionsauftrag des Diabelli-Trios für „Evocacion“. Am Musikwissenschaftlichen Seminar der Universität Heidelberg war sie 1992 als Referentin für den Vortrag „Komponistinnen aus Brasilien und Argentinien“ eingeladen. In der Zusammenarbeit mit Dietburg Spohr und dem Ensemble belcanto entstanden Kompositionen für Stimme solo und Vokalensemble – „Cuestionamientos“ (1998) und „Stille Lieder“ (2001). Ihren Kompositionen ist eine expressive und hochsensible Klangsprache zu eigen. Ihre Schreibweise ist sowohl in ihren Briefen als auch den Partituren äußerst präzise, das Schriftbild künstlerisch.
Sie schrieb neben den üblichen Orchesterinstrumenten auch die Verwendung spanisch-lateinamerikanischer Instrumente wie Güiro, Rainmaker, Ocean drum u. a. in ihren Werken vor. Der Einsatz von expressiven Tonsprüngen wie Septimen, Nonen, übermäßigen Quarten sowie Augmentationen und Seufzermotivik prägt ihre Kompositionen. In ihren Vokalwerken schreibt sie neben der Singstimme auch Schreie und geräuschhafte Effekte vor. Die Verarbeitung ihrer gegen Ende ihres Lebens zunehmenden psychotischen Zustände ist vorwiegend in den letzten Vokalwerken zu hören.

## Nachlass
Der Nachlass von Alvarez  wurde gemäß dem Wunsch der Komponistin von Dietburg Spohr aufbewahrt und geordnet. Das Archiv Frau und Musik in Frankfurt am Main erhielt ihn als Depositum. Der Nachlass in Form von Autographen, Musikkassetten, Briefen sowie persönlichen Dokumenten wird derzeit (Stand 2021) im Projekt Worauf warten wir des Digitalen Deutschen Frauenarchivs (DDF) digitalisiert und der Öffentlichkeit zur Verfügung gestellt.

## Auszeichnungen
- 1977: Preis Floro Ugarte des Conservatorio Nacional Carlos López Buchardo in Buenos Aires für die Sonata para Clarinete y Piano[8]
- 1977: Ehrenvolle Erwähnung der Gesellschaft für Kulturellen Ansporn Buenos Aires

## Werke (Auswahl)

### Kammermusik
- Preludios para piano (1975) UA 1982 im Salón Dorado des Teatro Colón Buenos Aires
- Canciones para Soprano y piano (1975) UA im Salón Dorado des Teatro Colón Buenos Aires
- Variaciones para piano (1976) UA 1977, Conservatorio Nacional Carlos López Buchardo Buenos Aires
- Sonata para piano (1976) UA 1978, Conservatorio Nacional Carlos López Buchardo Buenos Aires
- Sonata para clarinete y piano (1977) UA 1977, Conservatorio Nacional Carlos López Buchardo Buenos Aires
- Suite para trio de cañas (1978) UA 1979, Casa Amèrica/Conservatorio Argentinos Buenos Aires/Radio Nacional Buenos Aires
- Cuarteto de cuerdas (1978)
- Sonata para Violoncello y Piano (1981) UA 1988, Centro Argentino Ingeniero/ Asociación Argentina de Compositores Buenos Aires
- Sonatina für Flöte (1985)
- Sonate für Geige und Klavier (1986) UA 1987, Hochschule für Musik und darstellende Kunst Stuttgart
- Tres Poemas für Sopran und Klavier (1986) UA 1987, Studio Landesgirokasse Stuttgart
- Drei Lieder für Sopran und Klavier (Transkription für Alt und Klavier) UA 1988 Castelginest/Frankreich
- Tiempo y Sueño Kammerchor, Klarinette, Schlagzeug, Klavier und Streichquartett (1988) UA 1988, Studio Landesgirokasse Stuttgart
- Jugando Kinderlieder für Alt und Streichquartett (1988) UA 1989, Studio Landesgirokasse Stuttgart (Musica Nova)
- Collage für vier Hörner (1990) UA 1995, Musik der Jahrhunderte (Noise)[5]
- Opus 1 für Flöte und Tonband (1991) UA 1991, Studio Landesgirokasse Stuttgart (Musica Nova)
- Piececitos für Alt, Flöte, Klavier, Tonband und Schlagzeug (1992) UA 1993, Odeon/Sindelfingen
- Evocación für Flöte, Gitarre und Bratsche (1996) UA 1996, Studio Landesgirokasse Stuttgart
- Cuestionamientos/Fragenerörterungen für drei Frauenstimmen (1998) UA 2000 Festeburgkirche Frankfurt am Main[9]
- Stille Lieder für Stimme solo und Ocean drum (2001) UA 2002, Zauberberg Frankfurt am Main[9]

### Orchesterwerke
- Cinco piezas para orquestra (1979)
- O Navis. Cantata para coro mixto y orquestra (1981)
- Aus der Dunkelheit. Ballett für großes Orchester (1988), Uraufführung der Klavierfassung 1988 in einer Einspielung mit Silvia Alvarez

## Diskografie
- MC (Mitschnitte) MC-K alv 2 Piececitos (1992) SDR-Kommentar Heidelberger Herbst 1992[5]
- MC (Mitschnitt) MC-K alv 13 Collage für vier Hörner (1990)– Sendung am 12. März 1996 SDR Kultur, Stuttgarter Hornquartett
- CD 25 Plus – Piano solo – Klaviermusik aus aller Welt von 27 Komponistinnen/Piano Music by 27 women composers Salto Records International SAL 7015 LC 01986